# Mylène Farmer

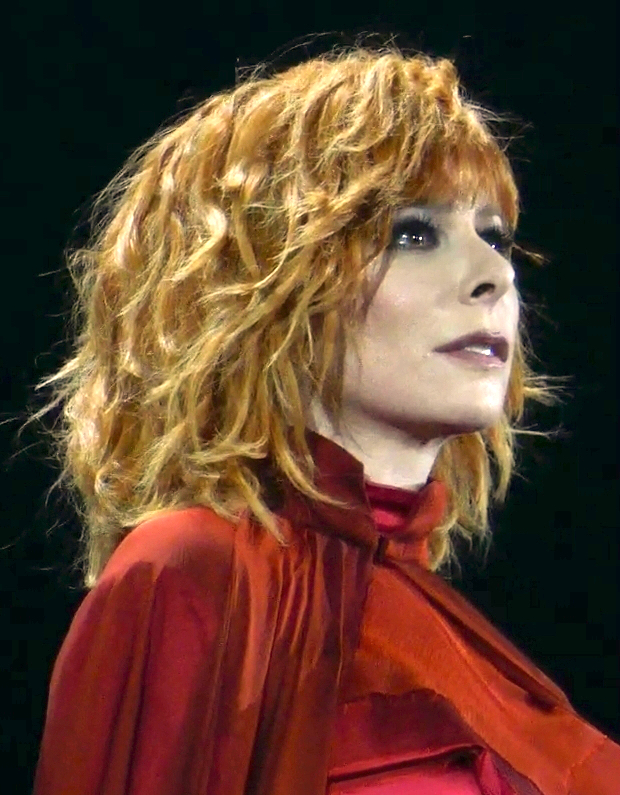
Mylène Farmer (2019)

Mylène Farmer, eigentlich Mylène Jeanne Gautier (* 12. September 1961 in Pierrefonds, Montréal), ist eine französische Popsängerin und Songwriterin. Ihr Künstlername ist eine Hommage an Frances Farmer. In Frankreich, Belgien, Luxemburg und der französischsprachigen Schweiz sowie in Russland und den osteuropäischen Ländern ist sie eine erfolgreiche Interpretin. Im deutschen Sprachraum sind die Coverversionen ihrer Lieder Libertine und Désenchantée von Kate Ryan sowie der Sängerin Alizée, für die sie auch Songtexte schrieb, mittlerweile bekannter als die Originale. Mit rund 25 Millionen verkauften Tonträgern zählt Farmer zu den erfolgreichsten französischen Musikkünstlern weltweit.

## Leben
Mylène Farmer hat eine ältere Schwester und zwei Brüder, von denen nur noch einer lebt. Ihre Eltern sind Franzosen. In Kanada verbrachte sie die ersten acht Jahre ihrer Kindheit, weil ihr Vater dort als Ingenieur an einem großen Staudamm (Manicouagan-Stausee) arbeitete. Sie äußert sich kaum über diese Zeit und erklärt, nur wenige Erinnerungen daran zu haben. Die Rückkehr nach Frankreich, insbesondere die Gewöhnung an die hektische Hauptstadt Paris, fiel ihr schwer. Sie litt neben dem komplizierten Verhältnis zu ihren Eltern, insbesondere ihrem Vater, an einem Mangel an Akzeptanz und Selbstsicherheit. Mylène Farmers großes Interesse an Friedhöfen und die innere Nähe zu abgelegenen Plätzen stammen von der gemeinsamen Zeit mit ihrer Großmutter. Als Zwölfjährige erhielt sie Zugang zur École de Saumur, einer Reitschule bei Paris, an der sie zusätzlich eine Ausbildung zur Volksschullehrerin absolvieren sollte. Mit 17 Jahren verließ sie diese Schule, um das Abitur nachzumachen, was sie bereits nach wenigen Tagen zugunsten von Schauspielunterricht abbrach. Mylène Farmer geriet nun zunehmend in Konflikt und Streit mit den sie damals umgebenden Menschen. Um Geld zu verdienen, verkaufte sie nebenbei Schuhe und arbeitete als Werbemodel und Arzthelferin. Während dieser Zeit lernte sie im Rahmen eines Castings Laurent Boutonnat kennen, mit dem sie bis heute zusammenarbeitet. Er schreibt die Musik für ihre Lieder, während sie zumeist für den Text verantwortlich ist, und führte auch bei einigen ihrer Musikvideos Regie.
Im Jahr 2021 wurde sie in die Wettbewerbsjury des 74. Filmfestivals von Cannes berufen.

## Künstlerisches Schaffen

### Besonderheiten
Untypisch für das Musikgeschäft ist, dass Farmer nur selten in den Medien oder auf öffentlichen Veranstaltungen in Erscheinung tritt. Auch existiert kein offizieller oder dauerhafter Internetauftritt. Zu Vermarktungs- und Promotionszwecken wird vonseiten der Produktions- und Plattenfirmen vorübergehend eine Website eingerichtet. Zu ihrer Popularität beigetragen haben ihre literarisch anspruchsvollen Songtexte und ihre spielfilmhaften Musikvideos. Ihre aufwendig produzierten Konzerte tragen das Ihre dazu bei.
Dieses hatte zur Folge, dass die Bühnenaufbauten ihrer «Avant Que L'Ombre»-Tournee im Januar 2006 (13 Auftritte) nur in Paris im Palais Omnisports de Paris-Bercy befestigt werden konnten. Zur Show gehörten u. a. eine Wassereffektanlage, die einen Vorhang aus Wasser erzeugte, eine zusätzliche Mittelbühne, eine Hebebrücke und eine Kranvorrichtung an der Hallendecke, welche Mylène Farmer zu Beginn in einem Glassarg liegend von der Decke senkte und sie später in einem überdimensionalen Kerzenleuchter über die Zuschauer zog. Ein Transport und erneuter Aufbau in einer anderen Halle war aufgrund der Größe und Komplexität der gesamten Bühne logistisch praktisch nicht zu realisieren. Auch bei den Konzerten im Juni 2019 war der Aufbau wieder so komplex, dass diese nur in der Arena La Défense in der französischen Hauptstadt Paris, dafür aber erneut mehrere Male aufgeführt wurden.

### Eigenes Werk
Den ersten Auftritt in den Medien hatte Farmer in einem Werbespot für das Waschmittel „CHAT machine“, bei der sie nur zwei Wörter sprach: „Chat alors!“ (ein Wortspiel, die eigentliche französische Redewendung lautet: „Ça alors!“ – dt.: Na sowas! oder: Ach du grüne Neune!) Die Werbung trug zur Erheiterung bei, aber nicht zum Bekanntwerden ihres Namens. Erst nach ihrem Debüt mit dem Lied Maman a tort (1984) kam der große Durchbruch mit dem Titel Libertine und ihrem ersten Album Cendres de lune (1986). In den Jahren 1986 bis 1991 reihte sie Erfolg an Erfolg, vor allem mit Sans contrefaçon, Pourvu qu'elles soient douces (Album Ainsi soit-je…, 1988) und Désenchantée (Album L’autre…, 1991). Bereits ihre zweite Platte, der 1988 erschienene Langspieler Ainsi soit-je…, erreichte Platz 1 der französischen Albumcharts und mit 1,8 Millionen verkauften Exemplaren Diamantstatus. Auch die drei folgenden Alben fanden jeweils mehr als eine Million Abnehmer. Die Kinoproduktion Giorgino (1994), in der Farmer an der Seite von Jeff Dahlgren die Hauptrolle spielte, floppte hingegen.
1995 veröffentlichte sie das Album Anamorphosée mit rockigeren und von elektronischen Musikinstrumenten erzeugten Klängen. 1999 kehrte sie mit Innamoramento zur musikalischen Stimmung ihrer ersten Alben zurück. 2002 erschien Les Mots, ihr erstes Best-Of-Album, das eine gleichnamige, mit Seal aufgenommene Single enthielt. 1992 und 2003 veröffentlichte sie Alben mit Dance Remixes ihrer bekanntesten Titel. Im Februar 2005 erschien die Single Fuck Them All, die zahlreiche Käufer fand, gefolgt von dem Album Avant que l’ombre…, das sich innerhalb von zwei Wochen 300.000 mal verkaufte. Anschließend begann sie eine Serie von 13 Konzerten zum Album, bei denen sie sich auf Bercy im Südosten von Paris als einzigen Auftrittsort beschränkte, da es logistisch nahezu unmöglich gewesen wäre, die aufwändige Bühnenkonstruktion zu transportieren. Die Live-DVD dieser Konzerte wurde zu einer der erfolgreichsten DVDs in Frankreich.
Wie sich bereits in der Wahl ihres Künstlernamens andeutet, der eine Hommage an die in Psychiatrien misshandelte amerikanische Filmschauspielerin Frances Farmer ist, greift Mylène Farmer in ihren Liedern durchgängig ernsthafte, persönliche Themen wie Depression, Tod, Trauer, Religion, Liebe, Sex oder Gewalt auf. Als eine der ersten Frauen im Popgeschäft thematisierte sie bereits in den 1980er Jahren Probleme der sexuellen Identität (Sans contrefaçon …je suis un garçon – auf Deutsch svw. Keine Fälschung …ich bin ein Junge!), wodurch sie auch zu einer Ikone der Lesben- und Schwulenbewegung wurde.
Die Musikvideos der Sängerin sind besonders sorgfältig produziert und mit einer großen Symbolik aufgeladen. Die Clips von Libertine und Pourvu qu’elles soient douces, beide produziert von Laurent Boutonnat, spielen zur Zeit des Siebenjährigen Krieges. Die Clips von L’âme-stram-gram und California beschäftigen sich mit einer Doppelgänger-Thematik. Einige Fernsehsender zensierten bestimmte Clips mit „zu expliziten“ Inhalten oder strahlten sie in bearbeiteten Fassungen bzw. gar nicht aus. Das ist etwa der Fall bei Beyond my control, einem Clip, der eine erotische und gewalttätige Liebesszene enthält, in der man die Sängerin buchstäblich ihren Liebhaber angreifen sieht. Im Clip zu Je te rends ton amour kann man sehen, wie die Sängerin sich in einer Kirchenruine gänzlich unbekleidet in einer Blutlache wälzt. Dieser Clip wurde von arte beispielhaft in der Zusammenstellung „Die 7 Videosünden“ 2006 im deutschen Sprachraum unzensiert gesendet.
Als Inspirationsquellen Farmers gelten Schriftsteller wie Amélie Nothomb, Edgar Allan Poe, Oscar Wilde oder Francesco Alberoni.
In den deutschen Singlecharts erreichten ihre Titel folgende Bestplatzierungen:
- 1990: Sans contrefaçon (Platz 46)
- 1991: Désenchantée (Platz 46)
- 1992: Je t’aime mélancolie (Platz 70)

Im September 2006 nahm Mylène Farmer zusammen mit dem US-amerikanischen Künstler Moby die Single Slipping Away (Crier la vie) auf, die im Januar 2007 auch in Deutschland veröffentlicht wurde, mit Platz 63 jedoch wiederholt weit hinter dem Erfolg in Frankreich zurückblieb.
Am 20. August erschien das siebte Studio-Album Point de Suture in digitaler Version, die CD folgte wenige Tage später am 25. August. Die erste, elektronische Single-Auskopplung Dégénération erschien am 19. Juni 2008. Das Album erreichte in der ersten Woche Platz 1 der französischen Download- und Album-Charts und legte den drittbesten Start eines Albums in Frankreich im Jahr 2008 hin.
Im Sommer 2009 stand eine große Europa-Tournee mit Auftritten in Frankreich, Russland, der Schweiz und Belgien an, welche erstmals auch Open-Air-Stadionkonzerte mit bis zu 90.000 Zuschauern (Stade de France) umfasste, von denen im März und April 2008 die beiden Auftritte im Stade de France in Paris bereits nach jeweils zwei Stunden ausverkauft waren. Das Online-Ticketsystem brach zum Vorverkaufsstart der Eintrittskarten bereits nach wenigen Minuten zusammen. Das zweite Konzert im Stade de France fand an Mylène Farmers 48. Geburtstag, am Samstag, den 12. September 2009, statt. Das letzte Konzert dieser Tournee fand eine Woche später am 19. September 2009 in Brüssel (Belgien) im Stade du roi Baudouin statt.
Am 6. Dezember 2010 erschien das Album Bleu Noir, das zum ersten Mal in Mylène Farmers Karriere nicht in Zusammenarbeit mit Laurent Boutonnat produziert wurde.
Das neue Album Monkey Me wurde von Mylène Farmer und Laurent Boutonnat komponiert und erschien am 3. Dezember 2012. Die Tournee trug den Namen Timeless 2013 und begann am 7. September 2013 mit einem von insgesamt zehn Konzerten in Paris im Palais Omnisports de Paris-Bercy. Danach folgten weitere Hallenkonzerte in Frankreich, der Schweiz, Belarus, Russland und Belgien.
Am 28. August 2015 veröffentlichte Farmer das Duett Stolen Car mit dem britischen Musiker Sting. Am 6. November 2015 erschien das Album Interstellaires.
Am 28. September 2018 erschien das Album Désobéissance. Zwischen dem 7. und 22. Juni 2019 fanden in Paris in der Paris La Défense Arena insgesamt neun Konzerte statt. Paris war, wie auch schon im Jahre 2006, der einzige Auftrittsort der gesamten Tournee.
Für den Sommer 2023 wurden zahlreiche Konzerte der Nevermore-Tournee angekündigt. Am 3. Juni startete die Open-Air-Tournee in Lille. Das einzige Konzert in der Schweiz in Genf fand am 17. Juni statt. Die beiden Konzerte im Stade de France in Paris am 30. Juni und 1. Juli 2023 wurden wegen des Todes von Nahel Merzouk und den daraus resultierenden Unruhen durch einen Verwaltungsbeschluss der Präfektur Seine-Saint-Denis am ersten Veranstaltungstag knapp fünf Stunden vor Konzertbeginn abgesagt. Am 9. Juli 2023 wurden zwei Ersatztermine im September 2024 sowie ein Zusatzkonzert am 1. Oktober 2024 angekündigt. Damit endete die Tournee Nevermore mit drei Konzerten 2024 in Paris. Bei allen drei Konzerten war der britische Sänger Seal als Überraschungsgast anwesend und sang das Duett Les Mots. Farmer trat damit mittlerweile bereits fünfmal im Laufe ihrer Karriere im ausverkaufen Stade de France auf, was noch kein anderer Künstler vor ihr erreichen konnte.
Bei der Eröffnungsgala der 78. Filmfestspiele von Cannes widmete Farmer dem verstorbenen US-amerikanischen Filmemacher David Lynch ein Lied. Auch lieh sie ihre Stimme dem titelgebenden KI-Assistenten in Yann Gozlans Thriller Dalloway, der ebenfalls ins Programm des Festivals aufgenommen wurde.

### Alizée
Im Jahr 2000 schrieben und produzierten Farmer und Boutonnat den Song Moi… Lolita. Die beiden waren der Ansicht, dass dieses Lied besser zu einer jungen Sängerin passen würde, und veranstalteten ein Casting. Die damals 15-jährige Korsin Alizée passte am besten in das Konzept; Moi... Lolita wurde mit ihr produziert und veröffentlicht. Aufgrund des europaweit großen Erfolges der Single nahmen Farmer und Boutonnat mit Alizée das Album Gourmandises auf, das ebenfalls hohe Chartpositionen erreichte. Auch der Nachfolger Mes courants électriques, 2003 erschienen, entstand unter der Ägide von Mylène Farmer und ihrem Partner.

## Diskografie
Studioalben

| Jahr | Titel Musiklabel                    | Höchstplatzierung, Gesamtwochen, AuszeichnungChartplatzierungen (Jahr, Titel, Musiklabel, Platzierungen, Wochen, Auszeichnungen, Anmerkungen) | Höchstplatzierung, Gesamtwochen, AuszeichnungChartplatzierungen (Jahr, Titel, Musiklabel, Platzierungen, Wochen, Auszeichnungen, Anmerkungen) | Höchstplatzierung, Gesamtwochen, AuszeichnungChartplatzierungen (Jahr, Titel, Musiklabel, Platzierungen, Wochen, Auszeichnungen, Anmerkungen) | Höchstplatzierung, Gesamtwochen, AuszeichnungChartplatzierungen (Jahr, Titel, Musiklabel, Platzierungen, Wochen, Auszeichnungen, Anmerkungen) | Anmerkungen                                                                      |
| Jahr | Titel Musiklabel                    | FR | BEW | DE | CH | Anmerkungen                                                                      |
| ---- | ----------------------------------- | --- | --- | --- | --- | -------------------------------------------------------------------------------- |
| 1986 | Cendres de lune Polydor (Polygram)  | FR39 (14 Wo.)FR | BEW71 (2 Wo.)BEW | — | — | Erstveröffentlichung: 1. April 1986 Charteinstieg BE: 2019                       |
| 1988 | Ainsi soit je … Polydor (Polygram)  | FR1 Diamant · (104 Wo.)FR | BEW59 Gold · (2 Wo.)BEW | DE47 (9 Wo.)DE | CH— GoldCH | Erstveröffentlichung: 14. März 1988 Verkäufe: + 1.040.000 Charteinstieg BE: 2019 |
| 1991 | L’autre … Polydor (Requiem)         | FR1 Diamant · (73 Wo.)FR | BEW58 Gold · (1 Wo.)BEW | DE55 (6 Wo.)DE | CH27 Gold · (9 Wo.)CH | Erstveröffentlichung: 8. April 1991 Verkäufe: + 1.050.000 Charteinstieg BE: 2019 |
| 1995 | Anamorphosée Polydor (Requiem)      | FR1 Diamant · (37 Wo.)FR | BEW2 Platin · (75 Wo.)BEW | — | CH25 Gold · (6 Wo.)CH | Erstveröffentlichung: 17. Oktober 1995 Verkäufe: + 1.000.000                     |
| 1999 | Innamoramento Polydor (UMG)         | FR2 Diamant · (97 Wo.)FR | BEW2 Platin · (71 Wo.)BEW | — | CH59 Platin · (1 Wo.)CH | Erstveröffentlichung: 2. April 1999 Verkäufe: + 1.080.000 Charteinstieg CH: 2021 |
| 2005 | Avant que l’ombre… Polydor (UMG)    | FR1 Platin · (80 Wo.)FR | BEW1 Gold · (70 Wo.)BEW | — | CH2 (13 Wo.)CH | Erstveröffentlichung: 1. April 2005 Verkäufe: + 435.000                          |
| 2008 | Point de Suture Polydor (UMG)       | FR1 ×3Dreifachplatin · (66 Wo.)FR | BEW1 Platin · (38 Wo.)BEW | — | CH2 Gold · (11 Wo.)CH | Erstveröffentlichung: 20. August 2008 Verkäufe: + 675.000                        |
| 2010 | Bleu noir Polydor (UMG)             | FR1 Diamant · (45 Wo.)FR | BEW1 Platin · (46 Wo.)BEW | — | CH7 Gold · (13 Wo.)CH | Erstveröffentlichung: 6. Dezember 2010 Verkäufe: + 800.000                       |
| 2012 | Monkey Me Polydor (UMG)             | FR1 ×3Dreifachplatin · (50 Wo.)FR | BEW1 Platin · (58 Wo.)BEW | — | CH3 (11 Wo.)CH | Erstveröffentlichung: 3. Dezember 2012 Verkäufe: + 320.000                       |
| 2015 | Interstellaires Polydor (UMG)       | FR1 ×3Dreifachplatin · (46 Wo.)FR | BEW1 Gold · (60 Wo.)BEW | DE79 (1 Wo.)DE | CH3 (11 Wo.)CH | Erstveröffentlichung: 6. November 2015 Verkäufe: + 310.000                       |
| 2018 | Désobéissance Stuffed Monkey (Sony) | FR1 ×2Doppelplatin · (57 Wo.)FR | BEW1 (43 Wo.)BEW | — | CH3 (14 Wo.)CH | Erstveröffentlichung: 28. September 2018 Verkäufe: + 200.000                     |
| 2022 | L’emprise Stuffed Monkey (Sony)     | FR1 Platin · (41 Wo.)FR | BEW1 (35 Wo.)BEW | — | CH1 (8 Wo.)CH | Erstveröffentlichung: 24. November 2022 Verkäufe: + 100.000                      |

grau schraffiert: keine Chartdaten aus diesem Jahr verfügbar

## Filmographie

### Filme
- 1983: Le Dernier Combat von Luc Besson
- 1994: Giorgino von Laurent Boutonnat : Catherine Degrâce
- 2005: Avant que l'ombre
- 2018: Ghostland von Pascal Laugier : Pauline Keller
- 2025: Dalloway von Yann Gozlan : Dalloway (nur Stimme)

### Sprachsynchronisation
- 2006: Arthur und die Minimoys von Luc Besson : Sélénia
- 2009: Arthur und die Minimoys 2 – Die Rückkehr des bösen M von Luc Besson : Sélénia
- 2010: Arthur und die Minimoys 3 – Die große Entscheidung von Luc Besson : Sélénia
- 2025: Bambi, l’histoire d’une vie dans les bois : Erzählerin

### Videoclips
- 1984: Maman a tort
- 1985: Plus grandir
- 1986: Libertine
- 1987: Tristana
- 1987: Sans contrefaçon
- 1988: Ainsi soit je...
- 1988: Pourvu qu'elles soient douces
- 1989: Sans logique
- 1989: À quoi je sers
- 1991: Désenchantée
- 1991: Regrets
- 1991: Je t'aime mélancolie
- 1992: Beyond My Control
- 1992: Que mon cœur lâche
- 1995: XXL
- 1995: L'instant X
- 1996: California
- 1996: Comme j'ai mal
- 1999: L'Âme-Stram-Gram
- 1999: Je te rends ton amour
- 1999: Souviens-toi du jour…
- 2000: Optimistique-moi
- 2000: Innamoramento
- 2001: Les Mots
- 2002: C'est une belle journée
- 2002: Pardonne-moi
- 2005: Fuck Them All
- 2005: Q.I.
- 2006: Redonne-moi
- 2006: L'amour n'est rien...
- 2006: Peut-être toi
- 2006: Slipping Away (Crier la vie)
- 2008: Dégénération
- 2008: Appelle mon numéro
- 2009: Si j'avais au moins…
- 2009: C'est dans l'air
- 2010: Oui mais... non
- 2010: Leila
- 2011: Bleu noir
- 2011: Lonely Lisa
- 2011: Du temps
- 2012: À l'ombre
- 2013: Je te dis tout
- 2013: Monkey Me
- 2015: Stolen Car  (Mylène Farmer und Sting)
- 2015: Insondables
- 2016: City of Love
- 2016: City of Love  (Martin's Remix, mit Shaggy)
- 2018: Rolling Stone
- 2018: N'oublie pas
- 2018: Sentimentale
- 2018: Désobéissance
- 2019: Des larmes
- 2020: L'âme dans l'eau
- 2022: À tout jamais
- 2022: Rayon vert
- 2023: Rallumer les étoiles
- 2023: L'Emprise

#### Live Videoclips
- 1990: Allan
- 1990: Plus grandir
- 1996: Rêver
- 1997: La poupée qui fait non
- 1997: Ainsi soit je
- 2000: Dessine-moi un mouton
- 2001: Regrets
- 2006: Avant que l'ombre...
- 2007: Déshabillez-moi
- 2009: C'est dans l'air
- 2010: Paradis inanimé
- 2013: Diabolique mon ange
- 2019: M'effondre

## Auszeichnungen
- NRJ Music Awards:
  - 2000: Bestes Konzert
  - 2000: Bestes französischsprachiges Album
  - 2000: Beste französischsprachige Sängerin
  - 2001: Beste französischsprachige Sängerin
  - 2002: Beste französischsprachige Sängerin
  - 2003: Beste französischsprachige Sängerin
  - 2006: Bestes französischsprachiges Album
  - 2009: Bestes französischsprachiges Album

- M6 Awards:
  - 2000: Bester Clip

- World Music Awards:
  - 1993: Bester kommerzieller französischsprachiger Erfolg

- Victoires de la Musique:
  - 1988: Victoire de la chanteuse francophone

### Primärwerke
- Mylène Farmer: Lisa-Loup et le conteur. Éd. Anne Carrière, Paris 2003. ISBN 2-84337-221-6.

### Sekundärwerke
- Bernard Violet: Mylène Farmer. Ed. Fayard, Paris 2004. ISBN 2-213-62034-2.
- Antoine Bioy, Benjamin Thiry, Caroline Bee: Mylène Farmer: la part d’ombre. Ed. Archipel, Paris 2003. ISBN 2-84187-536-9.
- Annie et Bernard Reval: Mylène Farmer: de chair et de sang. Ed. France Empire, Paris 2004. ISBN 2-7048-0985-2.
- Jean-Claude Perrier: Mylène Farmer: au cœur du mythe. Ed. Bartillat, Paris 2003. ISBN 2-84100-306-X.
- David Marguet: Mylène Farmer: mystérieuse sylphide. Ed. La Mascara, 2000. ISBN 2-914237-00-6.